# Nohochichak
Nohochichak — вимерлий рід мегалоніхідових наземних лінивців з пізнього плейстоцену (ранчолабрей) півострова Юкатан у Мексиці. Єдині відомі екземпляри були знайдені в підводній печерній системі Хойо Негро в Кінтана-Роо, що складається з часткового черепа та нижньої щелепи. Було виявлено, що він ближче до інших таксонів мексиканських лінивців, таких як Xibalbaonyx, Meizonyx, Zacatzontli, ніж таксонів Північної Америки, таких як Megalonyx.